# Nearco de Eleia
Nearco foi um tirano de Eleia, que torturou e matou Zenão de Eleia.
Durante a tirania de Nearco, Zenão formou uma conspiração contra o tirano, mas foi descoberto, e torturado, para contar quais eram os outros conspiradores. A resposta de Zenão foi que ele gostaria de ser dono do seu corpo assim como ele era dono da língua. Quando o tirano aumentou a severidade da tortura, Zenão pensou em um plano, e disse que contaria os nomes, mas em segredo. Quando o tirano aproximou a orelha de Zenão, este a mordeu, e não largou nem quando foi torturado, fazendo com que Nearco ordenasse a sua morte.